# Ковалёв, Сергей Викторович (альпинист)
Сергей Викторович Ковалёв (род. 13 августа 1966) — десятикратный чемпион Украины, двукратный чемпион СНГ, двукратный чемпион Москвы по альпинизму, чемпион и призёр чемпионата России по альпинизму. МСМК. Более 60-и восхождений 5—6 категорий сложности. Покорил 5 восьмитысячников мира.

## Биография
Закончил 10 классов в средней школе города Кировское Донецкой области (Украинская ССР). Учился на горном факультете в Донецком политехническом институте. Альпинизмом начал заниматься в 1982 году в школе. Первый тренер — Шестаков Николай Вячеславович. Организатор Первой Донецкой экспедиции на Эверест и Первой Донецкой Антарктической экспедиции.
Председатель Донецкой областной Федерации альпинизма.
- 1995 — мастер спорта.
- 1996 — мастер спорта международного класса.

Инструктор альпинизма.
Руководитель всех экспедиций проекта «Уголь Донбасса на вершинах мира»:
- 2008 — Первая Донецкая экспедиция на Эверест.
- 2009 — Шахтёрская экспедиция на Тянь-Шань с первопроходом на вершину Пик Шахтёров Украины.
- 2010 — Первая Донецкая Антарктическая экспедиция.
- 2011 — Первая украино-российская Гималайская альпинистская экспедиция «2 страны, 2 горы, единая команда».
- 2012 — Вторая Донецкая экспедиция на Эверест.

Ковалёв С. В. являлся совладельцем экипировочного центра «Вертикаль» в Донецке. В 2015 году переехал в Москву, получил гражданство РФ и стал заместителем генерального директора сети магазинов Альпиндустрия, где руководит организацией коммерческих туров и восхождений. Также имеет свой бизнес на Украине — компания Вертикаль-тур.
В 2023 году в соавторстве с Аллой Мишиной написал книгу " 8000 метров над уровнем мозга". Издательство Бомбора.

## Лучшие восхождения
- пик Асан, Памир, м-т Русяева, 6-Б, 1991.
- пик 4810, Памир, м-т Крицука, 6-Б, 1995.
- Аннапурна, Гималаи, маршрут Бонингтона, 1996.
- пик 4810, Памир, м-т Русяева, 6-Б, 1997.
- пик Слесова, Памир, м-т Мороза, 6-Б, 1997.
- Чо-Ойю, Гималаи, 1997.
- Пумори, Гималаи, (южное ребро) 1998.
- Попытка Эверест (с севера), Гималаи, спасработы до 8600 м, 1999 г., сборная Украины.
- Попытка Лхоцзе (южная стена) до 7400 м, Гималаи, 2000, экспедиция МЧС России на Лхоцзе Средняя.
- Манаслу, Гималаи, (западная стена, первопрохождение), 2003.
- Amin Brakk, 6-Б, Пакистан, Каракорум, в составе команды Русского Экстремального Проекта, 2004.
- Torres del Pain (м-т Голацио 6б/А4), Чили, Патагония, в составе команды Горного клуба Москва, 2007.
- Шишабангма, Гималаи, 2007.
- Эверест, Гималаи, (с юга по классике), 2008, донецкая экспедиция.
- пик Винсон, Антарктида, 2010.
- пик Донбасс, Антарктида, 2010.
- Ама-Даблам, Гималаи, 2011.
- Шишабангма, Гималаи, 2011.

В 2017 руководил экспедицией на Ама-Даблам (Гималаи), в ходе которой 11 ноября погиб Валерий Розов.

## Награды
- Орден «За заслуги» III ст. (10 декабря 1996)[4]
- Орден «За мужество» II ст. (6 июля 1999)[5]
- Орден «За мужество» III ст. (9 октября 2001)[6]
- Почётный знак «Шахтёрская слава» 3 степени
- Почётный знак «Шахтёрская слава» 2 степени